# Anton Kuschnir
Anton Sjarhejewitsch Kuschnir (belarussisch Антон Сяргеевіч Кушнір; * 13. Oktober 1984 in Pokrowsk, Ukraine) ist ein belarussischer Freestyle-Skier. Er ist auf die Disziplin Aerials (Springen) spezialisiert und wurde 2014 Olympiasieger.

## Biografie
Kuschnir debütierte am 11. Januar 2004 im Weltcup und erreichte dabei in Mont-Tremblant den 24. Platz. Verletzungsbedingt musste er fast die gesamte Saison 2004/05 pausieren und konnte lediglich Ende März 2005 an den nationalen Meisterschaften teilnehmen. Die Weltcupsaison 2005/06 beendete er mit drei Platzierungen unter den besten zehn, darunter einem fünften Platz als bestes Ergebnis. Bei den Olympischen Winterspielen 2006 klassierte er sich als Achter. Höchst unausgeglichen verlief die Weltcupsaison 2006/07: Am 12. Januar 2007 sprang Kuschnir in Deer Valley auf den zweiten Platz und erzielte damit seinen ersten Podestplatz, ansonsten kam er jedoch nicht über einen 15. Platz hinaus.
Den Durchbruch an die Weltspitze schaffte Kuschnir in der Saison 2007/08, mit drei zweiten Plätzen und dem ersten Weltcupsieg am 17. Februar 2008 in Inawashiro. In der darauf folgenden Saison 2008/09 konnte er nicht ganz dieses Niveau halten; es resultierten ein zweiter Platz in einem Weltcupspringen und der sechste Platz bei den Weltmeisterschaften 2009 in Inawashiro. Weitaus erfolgreicher war Kuschnir in der Saison 2009/10: Mit vier Siegen, einem zweiten und einem dritten Platz entschied er vorzeitig die Disziplinenwertung für sich, ebenso den Gesamtweltcup. Aufgrund seiner Überlegenheit galt er als größter Favorit für den Sieg bei den Olympischen Winterspielen 2010. Er konnte aber dem Druck nicht standhalten und schied bereits im Qualifikationsdurchgang aus, was letztlich den 15. Rang ergab.
In der Saison 2010/11 errang Kuschnir drei weitere Weltcupsiege sowie einen dritten Platz. Bei den Weltmeisterschaften 2011 in Deer Valley holte er die Bronzemedaille. Nachdem ihm in der Weltcupsaison 2011/12 noch ein dritter Platz gelungen war, trat er in der Saison 2012/13 nicht im Weltcup an. Mitte Dezember 2013 gab er sein Comeback und gewann einen Monat später das Weltcupspringen in Deer Valley. Den größten Erfolg seiner Karriere feierte er bei den Olympischen Winterspielen 2014 in Sotschi mit dem Gewinn der Goldmedaille. Die zwei folgenden Winter bestritt Kuschnir erneut keinen einzigen Wettkampf. Als er Mitte Dezember 2016 erneut ins Geschehen eingriff, gewann er sogleich das Weltcupspringen in Beida Lake. Im weiteren Verlauf der Saison 2016/17 konnte er zwei weitere Weltcupsiege verbuchen.
Kuschnir gewann in der Weltcupsaison 2017/18 einen Wettbewerb in Moskau, hinzu kamen ein zweiter und zwei dritte Plätze. Dies reichte wie in den zwei Wintern zuvor erneut für Rang 3 in der Aerials-Disziplinenwertung. Dieselbe Platzierung erreichte er in der Weltcupsaison 2018/19, zum insgesamt vierten Mal in Folge.

## Erfolge

### Olympische Spiele
- Turin 2006: 8. Aerials
- Vancouver 2010: 15. Areals
- Sochi 2014: 1. Aerials
- Pyeongchang 2018: 13. Aerials

### Weltmeisterschaften
- Madonna di Campiglio 2007: 19. Aerials
- Inawashiro 2009: 6. Aerials
- Inawashiro 2011: 3. Aerials
- Park City 2019: 8. Aerials

### Weltcupwertungen
| Saison  | Gesamt | Gesamt | Aerials | Aerials |
| Saison  | Platz  | Punkte | Platz   | Punkte  |
| ------- | ------ | ------ | ------- | ------- |
| 2003/04 | 129.   | 4      | 31.     | 48      |
| 2005/06 | 71.    | 12     | 23.     | 136     |
| 2006/07 | 33.    | 21     | 15.     | 124     |
| 2007/08 | 4.     | 60     | 2.      | 543     |
| 2008/09 | 46.    | 20     | 17.     | 117     |
| 2009/10 | 1.     | 90     | 1.      | 540     |
| 2010/11 | 6.     | 61     | 2.      | 428     |
| 2011/12 | 35.    | 23     | 14.     | 229     |
| 2013/14 | 6.     | 49     | 3.      | 243     |
| 2016/17 | 13.    | 44     | 3.      | 308     |
| 2017/18 | 7.     | 53,33  | 3.      | 320     |
| 2018/19 |        |        | 3.      | 249     |

### Weltcupsiege
Kuschnir errang im Weltcup bisher 28 Podestplätze, davon 13 Siege:
| Nr. | Datum             | Ort           | Land     |
| --- | ----------------- | ------------- | -------- |
| 1   | 17. Februar 2008  | Inawashiro    | Japan    |
| 2   | 19. Dezember 2009 | Changchun     | China    |
| 3   | 15. Januar 2010   | Deer Valley   | USA      |
| 4   | 22. Januar 2010   | Lake Placid   | USA      |
| 5   | 30. Januar 2010   | Mount Gabriel | Kanada   |
| 6   | 16. Januar 2011   | Mont Gabriel  | Kanada   |
| 7   | 12. Februar 2011  | Moskau        | Russland |
| 8   | 19. Februar 2011  | Minsk         | Belarus  |
| 9   | 10. Januar 2014   | Deer Valley   | USA      |
| 10  | 17. Dezember 2016 | Beida Lake    | China    |
| 11  | 14. Januar 2017   | Lake Placid   | USA      |
| 12  | 10. Februar 2017  | Phoenix Park  | Südkorea |
| 13  | 6. Januar 2018    | Moskau        | Russland |